# Giải quần vợt Pháp Mở rộng 2015
Giải quần vợt Pháp Mở rộng 2015 là một giải đấu quần vợt được chơi trên sân đất nện ngoài trời. Đây là phiên bản thứ 119 của giải quần vợt Pháp mở rộng và sự kiện Grand Slam thứ hai trong năm. Nó diễn ra tại Stade Roland Garros từ ngày 24 tháng 5 đến ngày 7 tháng 6 và bao gồm các sự kiện dành cho người chơi chuyên nghiệp trong các trận đấu đơn, đôi nam, đôi nữ và đôi nam nữ. Các tay vợt trẻ và tay vợt trên xe lăn cũng tham gia các sự kiện đánh đơn và đánh đôi.
Rafael Nadal là nhà vô địch bảo vệ năm lần ở nội dung đơn nam, nhưng anh đã thua Novak Djokovic ở tứ kết. Stan Wawrinka đã giành danh hiệu Pháp mở rộng đầu tiên bằng việc đánh bại Djokovic trong trận chung kết. Maria Sharapova bảo vệ danh hiệu Đơn nữ, nhưng cô đã thua Lucie Šafářová ở vòng bốn. Serena Williams đã đánh bại Šafářová trong trận chung kết và giành được danh hiệu vô địch giải Pháp mở rộng lần thứ ba, danh hiệu Grand Slam đơn thứ 20 và Career Grand Slam thứ ba.

## Giải đấu

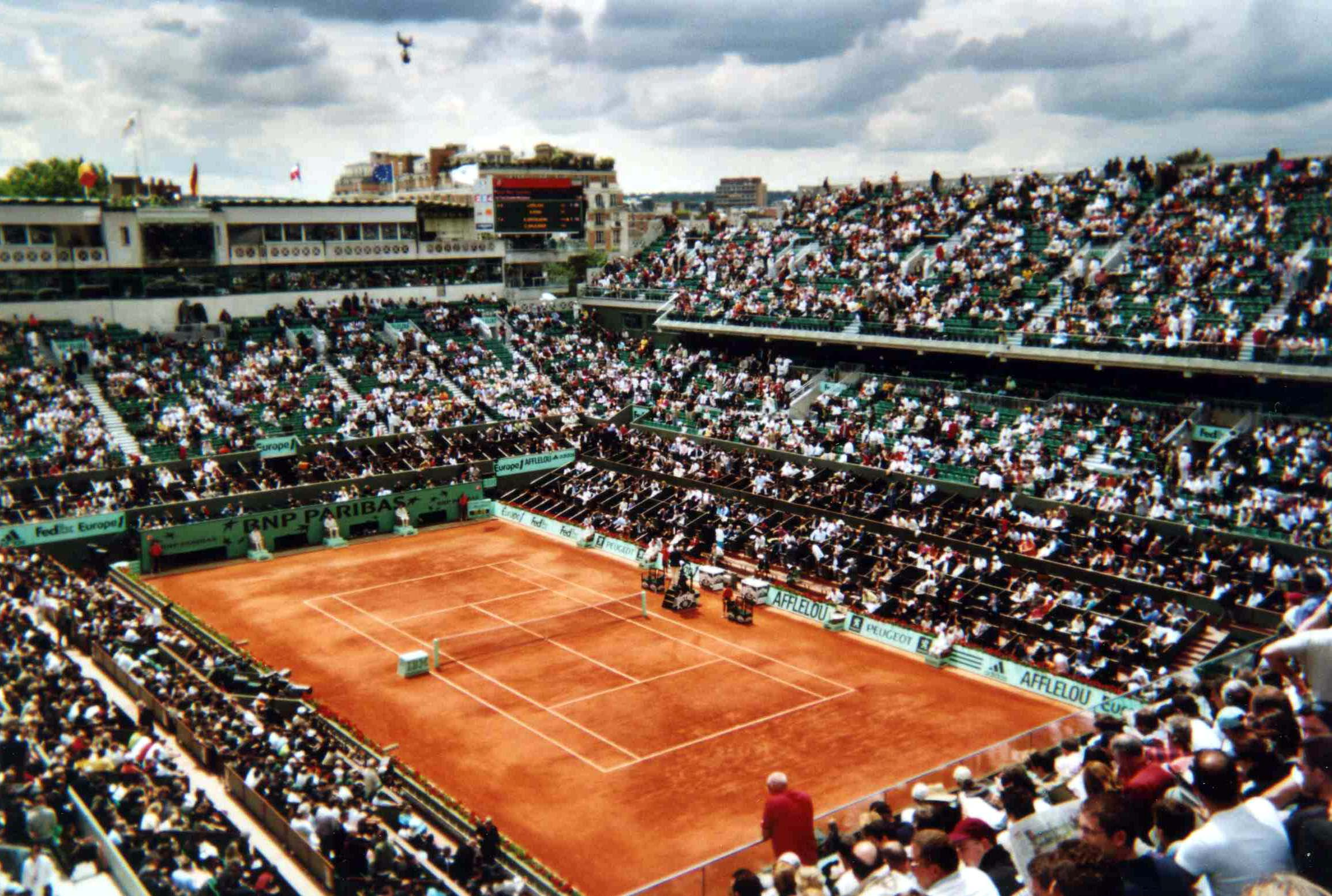
Sân Philippe Chatrier nơi diễn ra trận Chung kết Pháp mở rộng.

Giải Pháp mở rộng 2015 là phiên bản thứ 114 của giải Pháp mở rộng và được tổ chức tại Stade Roland Garros ở Paris.
Giải đấu là một sự kiện được điều hành bởi Liên đoàn Quần vợt Quốc tế (ITF) và là một phần của ATP World Tour 2015 và lịch WTA Tour 2015 thuộc thể loại Grand Slam. Giải đấu bao gồm cả giải đơn nam và đơn nữ và đánh đôi cũng như một sự kiện giải đôi nam nữ.
Có các giải đánh đơn và đôi cho cả nam và nữ trẻ (dưới 18 tuổi), là một phần của thể loại giải đấu hạng A, và các sự kiện đơn và đôi cho người chơi xe lăn nam và nữ như một phần của tour UNIQLO thuộc thể loại Grand Slam. Giải đấu được chơi trên sân đất nện và diễn ra trên một loạt 22 sân, bao gồm ba sân khấu chính, Sân Philippe Chatrier, sân Suzanne Lenglen và sân 1.